# Lakewood Village (Texas)
Lakewood Village város az USA Texas államában, Denton megyében. Lakosainak száma 635 fő (2020. április 1.).

## Népesség
A település népességének változása:

| 2010 | 545 |
| 2020 | 635 |